# Duncan Lambie
Duncan Lambie (Whitburn, 20 april, 1952 – december 2015) was een Schots voetballer, Lambie speelde voor Dundee, St. Johnstone, SpVgg Greuther Fürth en Hibernian.

## Erelijst met Dundee FC
- Scottish League Cup (1×) 1973-74